# Сиулицкий, Владимир Анатольевич
Влади́мир Анато́льевич Сиули́цкий (род. 19 марта 1966, Новомосковск, Тульская область) — советский и российский футболист и футзалист, тренер. Чемпион Европы по футзалу 1998 года.

## Биография
Владимир Сиулицкий родился 19 марта 1966 года в городе Новомосковске Тульской области.

### Игровая карьера
Начал заниматься футболом в 1976 году в новомосковском «Химике», однако к моменту окончания школы команда мастеров в городе была ликвидирована — «Химик» участвовал только в чемпионате Тульской области.
После школы отправился в город Мирный, где начал карьеру в футзале. Играл на позиции вратаря. В 1991—1992 годах выступал за «Алмаз» из Мирного. После того как «Алмаз» стал серебряным призёром чемпионата России, получил приглашение играть в московской команде «Полигран», за которую выступал в 1992—1993 годах. В 1994 году защищал цвета московского «Спартака». В 1994—1997 годах снова играл в «Алмазе», в 1997—2004 годах — в «Полигране».
В составе трёх команд по пять раз выигрывал чемпионат и Кубок России, четыре раза признавался лучшим вратарём чемпионата страны. Дважды выигрывал Кубок обладателей кубков европейских стран, один раз — Кубок европейских чемпионов. В 1999 году в составе «Полиграна» завоевал бронзовую медаль клубного чемпионата мира в Колумбии.
Поскольку коллективы, в которых выступал Сиулицкий, были базовыми для сборной России, с начала 90-х годов он играл за национальную команду. В 1992 году завоевал серебряную медаль чемпионата Европы, был признан лучшим вратарём. В 1998 году стал чемпионом Европы. Дважды играл в финальных турнирах чемпионата мира.
Мастер спорта международного класса по футзалу.

### Тренерская карьера
В 1997 году заочно окончил Новомосковский колледж физической культуры и спорта, в 2001 году поступил в Московский институт физической культуры и спорта, по окончании которого получил специальность тренера.
В 2004 году начал тренерскую карьеру, работал с вратарями новомосковского «Дона». Вскоре получил предложение тренировать в Москве студенческую мини-футбольную команду Российского химико-технологического университета имени Д. И. Менделеева. За пять лет под руководством Сиулицкого химики три раза выигрывали чемпионат Москвы, в 2006 году победили на чемпионате мира среди вузов в Ирландии.
Впоследствии получил предложение от мини-футбольного московского «Динамо-2». За три года подопечные Сиулицкого поднялись из первой лиги и заняли 8-е место в Суперлиге, однако клуб закрылся. После этого в течение трёх лет работал частным тренером в Англии.
Затем вернулся в Новомосковск. Работал детским тренером в физкультурно-оздоровительном комплексе «Шахтёр» в Сокольниках, руководил командами мальчиков и девочек. Параллельно тренирует любительские мини-футбольные команды Тульской области.

## Достижения

### В качестве игрока
На клубном уровне
- Чемпион России по футзалу (5): 1993, 1994, 1998, 2003, 2004.
- Серебряный призёр чемпионата России по футзалу (3): 1992, 1999, 2000.
- Бронзовый призёр чемпионата России по футзалу (2): 1995, 2004.
- Обладатель Кубка России по футзалу (5)
- Бронзовый призёр клубного чемпионата мира по футзалу (1): 1999.
- Обладатель Кубка европейских чемпионов (1): 1999.
- Обладатель Кубка обладателей кубков по футзалу (2): 2000, 2003.
- Лучший вратарь чемпионата России по футзалу (4)

Сборная России
- Чемпион Европы (1): 1998.
- Серебряный призёр чемпионата Европы (1): 1992.
- Лучший вратарь чемпионата Европы по футзалу (1): 1992.

## Семья
Племянник Владимира Сиулицкого Сергей Слемзин (род. 1988) — вратарь, обладатель Кубка УЕФА по мини-футболу в составе «Газпром-Югры», чемпион мира среди студентов, чемпион Европы среди молодёжи.